# Stupno
Stupno je vesnice, část obce Břasy v okrese Rokycany v Plzeňském kraji. Nachází se jeden kilometr jižně od středu Břas. Prochází tudy železniční trať Chrást u Plzně – Radnice a silnice II/233. V roce 2011 zde trvale žilo 581 obyvatel.
Stupno je také název katastrálního území o rozloze 4,63 km².

## Historie
První písemná zmínka o vesnici pochází z roku 1146. Dříve děleno jako Horní Stupno a Dolní Stupno.
Severně od stupenského nádraží se nacházel areál třídírny uhlí, jejíž prostor je využíván ke zpracování dřeva. Na severním okraji dřevařského areálu je skládka odpadů, kde se těžilo černé uhlí v dole Zdenko, který patřil rodu Šternberků. Důl byl hluboký 64 metrů a fungoval ještě v roce 1938. Severně od dolu Zdenko existovaly už v osmnáctém a devatenáctém století drobné doly Aloisie, Florentina, Flora, Bašta a lom Klement (od roku 1840), později sloučené do velkého povrchového lomu Bašta. Uhlí Šternberkové využívali ve sklárně postavené u hostince Bašta. Těžbu v lomu ukončily Západočeské uhelné doly v roce 1947.
Na konci druhé světové války obcí vedla demarkační linie vše od kolejí k dnešní jednotě a kostelů bylo osvobozeno armádou USA naopak směrem do Břas bylo vše osvobozeno armádou Sovětského svazu.
V roce 1992 byla, za účasti zástupců velvyslanectví Spojených států amerických a US armády, odhalena ve Stupně pamětní deska připomínající osvobození v květnu 1945. Pozdější ministryně zahraničí USA Madeleine Albrightová navštívila Stupno v roce 1993.

## Obyvatelstvo
| Rok            | 1869  | 1880  | 1890  | 1900  | 1910  | 1921  | 1930  | 1950  | 1961  | 1970  | 1980 | 1991 | 2001 | 2011 | 2021 |
| -------------- | ----- | ----- | ----- | ----- | ----- | ----- | ----- | ----- | ----- | ----- | ---- | ---- | ---- | ---- | ---- |
| Počet obyvatel | 1 165 | 1 309 | 1 220 | 1 283 | 1 169 | 1 067 | 1 110 | 1 100 | 1 195 | 1 051 | 985  | 599  | 569  | 581  | 699  |
| Počet domů     | 116   | 132   | 139   | 142   | 147   | 151   | 197   | 249   | 249   | 278   | 286  | 237  | 242  | 231  | 291  |

## Obecní správa
Při sčítání lidu v letech 1869 Stupno bylo samostatnou obcí v okrese Plzeň. V letech 1880–1900 se dělilo na Dolní Stupno a Horní Stupno. V letech 1910–1950 byla znovu  obcí v okrese Rokycany. Od roku 1960 je částí obce Břasy v okrese Rokycany.

## Pamětihodnosti
- Kostel svatého Vavřince
- Hrobka rodu Šternberků, ve které je pochován Kašpar Maria Šternberk[11] a další příslušníci rodu
- Do severní části katastrálního území zasahuje část přírodní památky Bašta.[12][13]
- Pamětní deska R. A. Kroce

## Významní rodáci
- Josef Bartovský (1884–1964), hudební skladatel
- Alois Kroc (1879–1937), syn hostinského,[14] český emigrant, otec Raymonda Alberta Kroce, úspěšného čecho-amerického podnikatele[11]
- Antonín Karel Nový (1852–1921), herec, divadelník, režisér, dramatik, novinář a bankovní úředník

## Sport
- TJ Sokol Stupno – od roku 1932 se účastnil soutěží v národní házené.[15] Mezi léty 1980 a 2009 hrál oddíl mužů nepřetržitě 1. ligu. V tomto období 2x vybojoval mistrovský titul, 7x získal 2. místo a 3x se umístil na 3. místě.[16] V roce 2009 sestoupil do 2. ligy a v roce 2010 sestup do krajského přeboru.
- SKH Stupno – hraje národní házenou házenou žen (oblastní přebor)
- oddíl ASPV Břasy (Asociace Sport pro všechny)

## Galerie

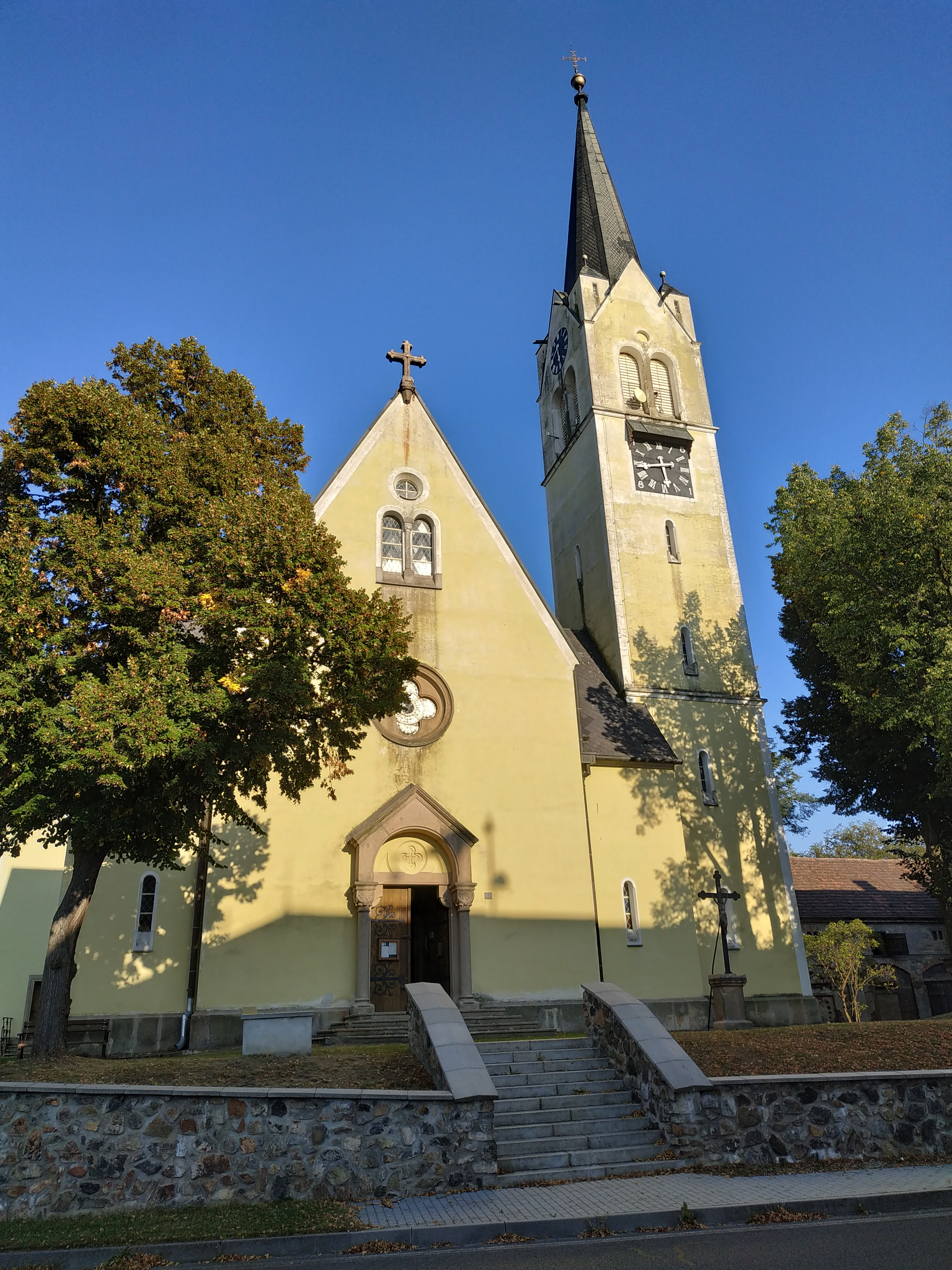
Kostel sv. Vavřince
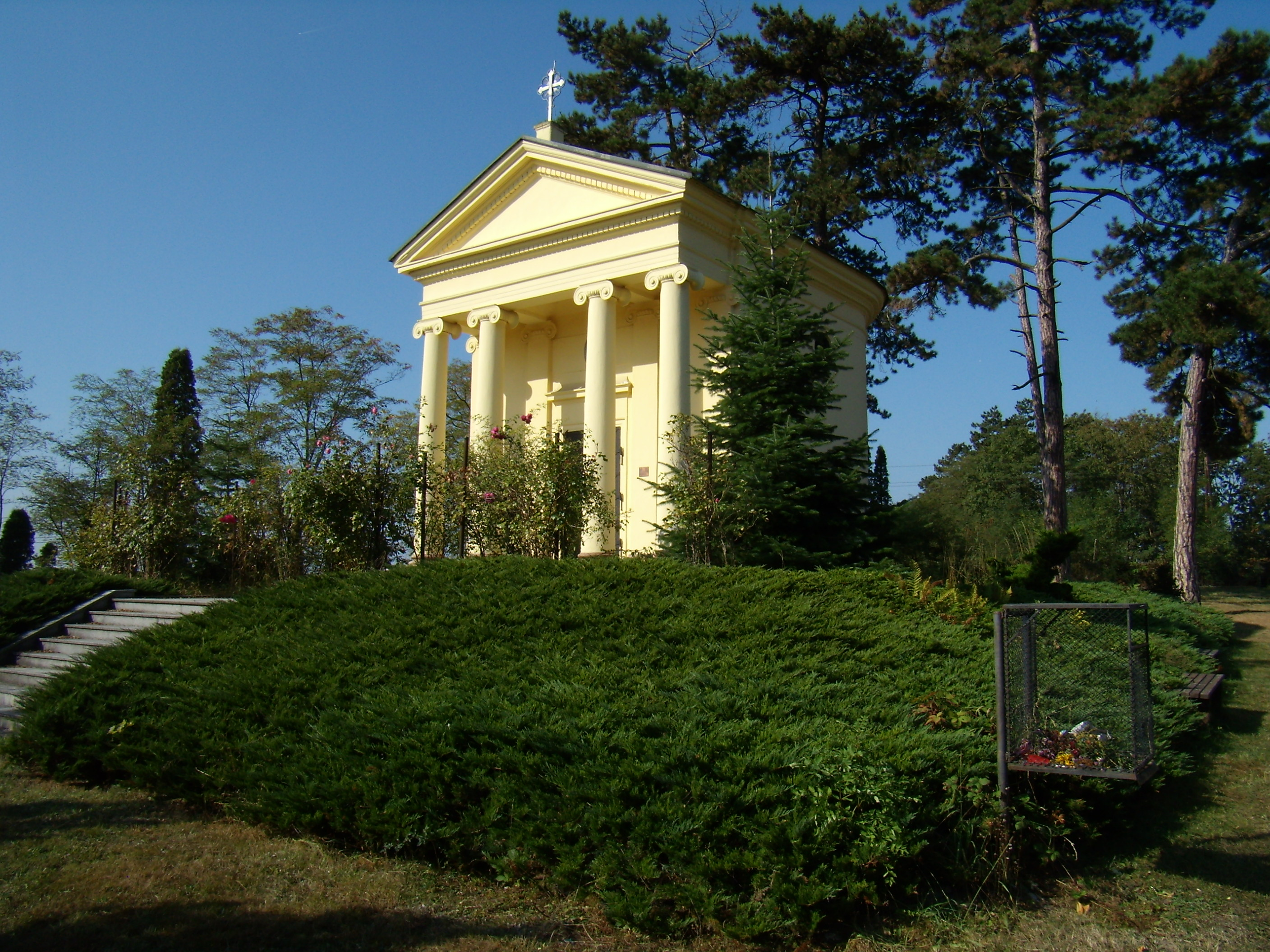
Šternberská hrobka
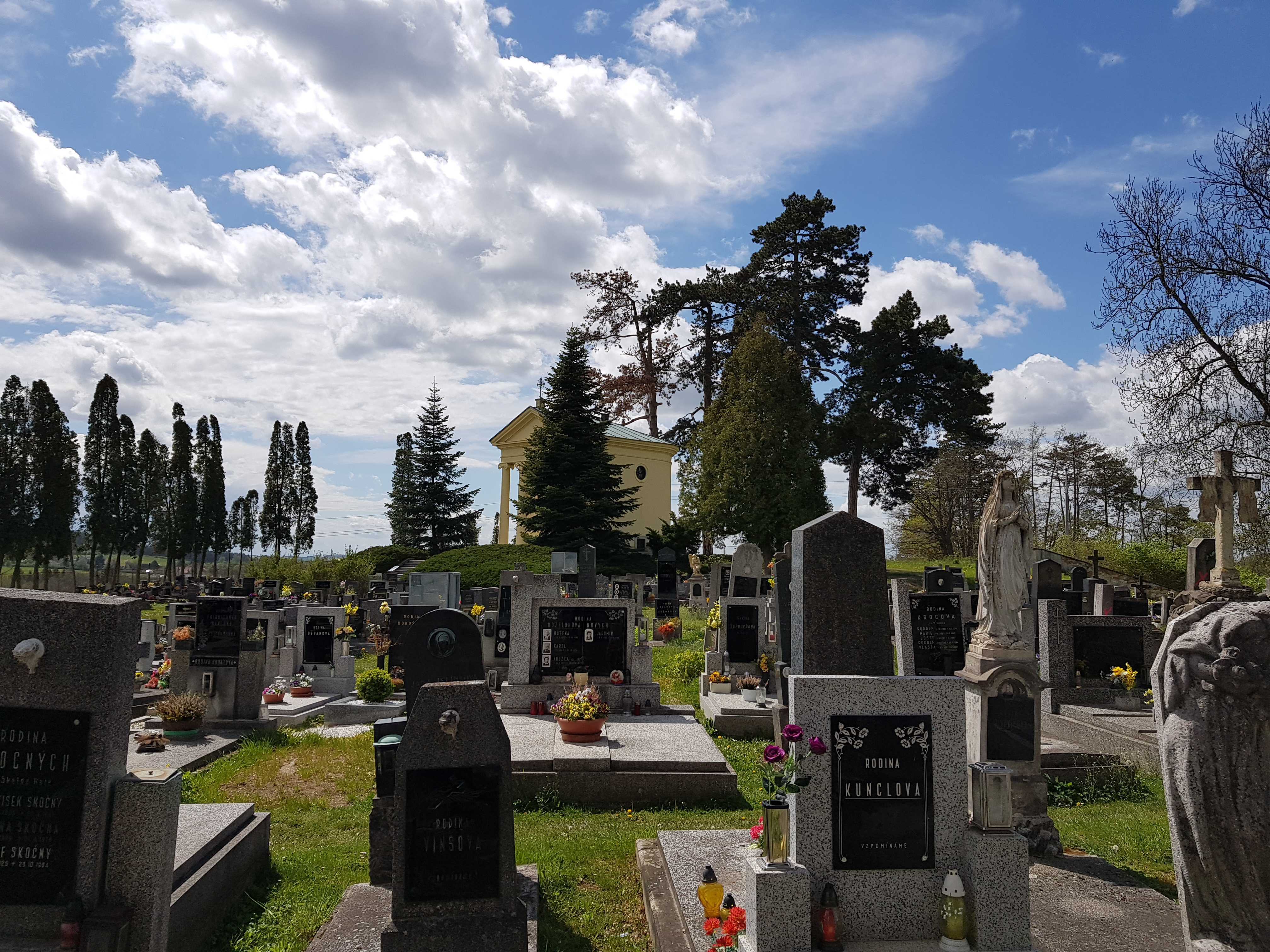
Hřbitov
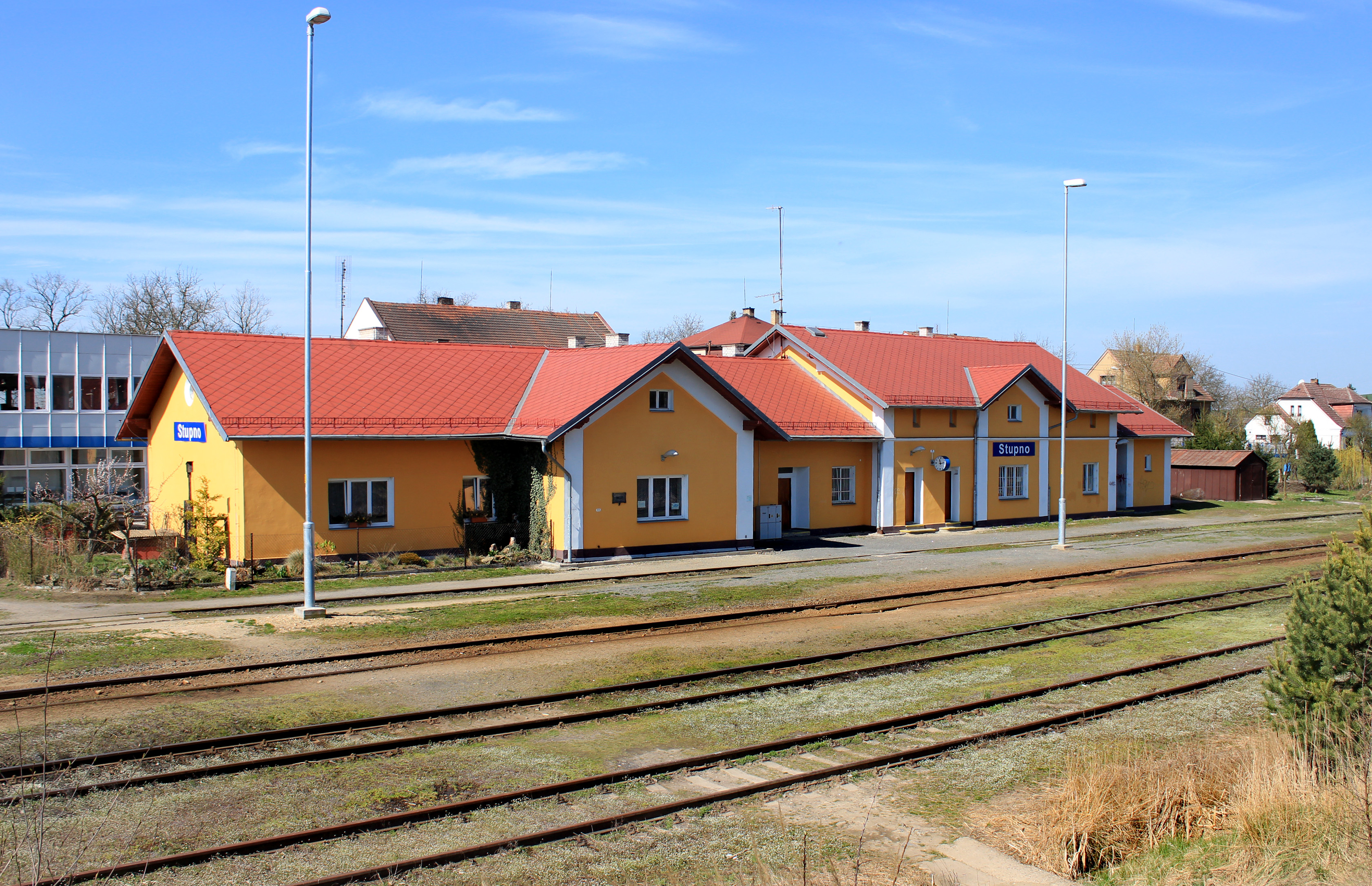
Nádraží
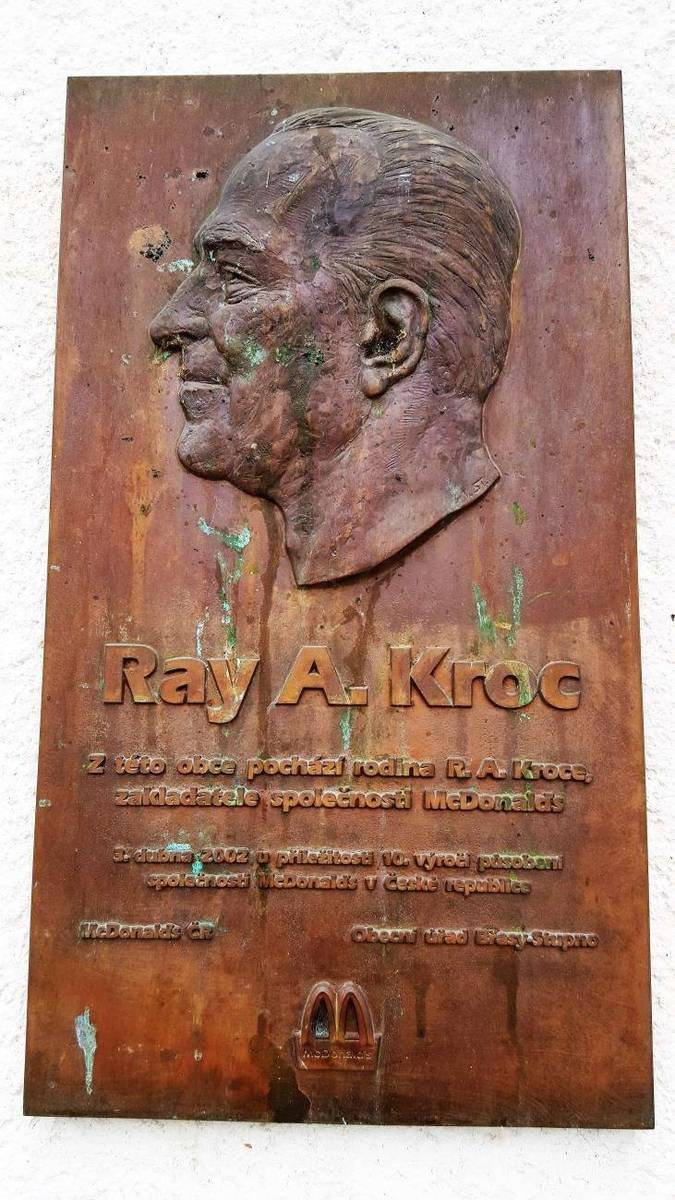
Pamětní deska R. A. Kroce
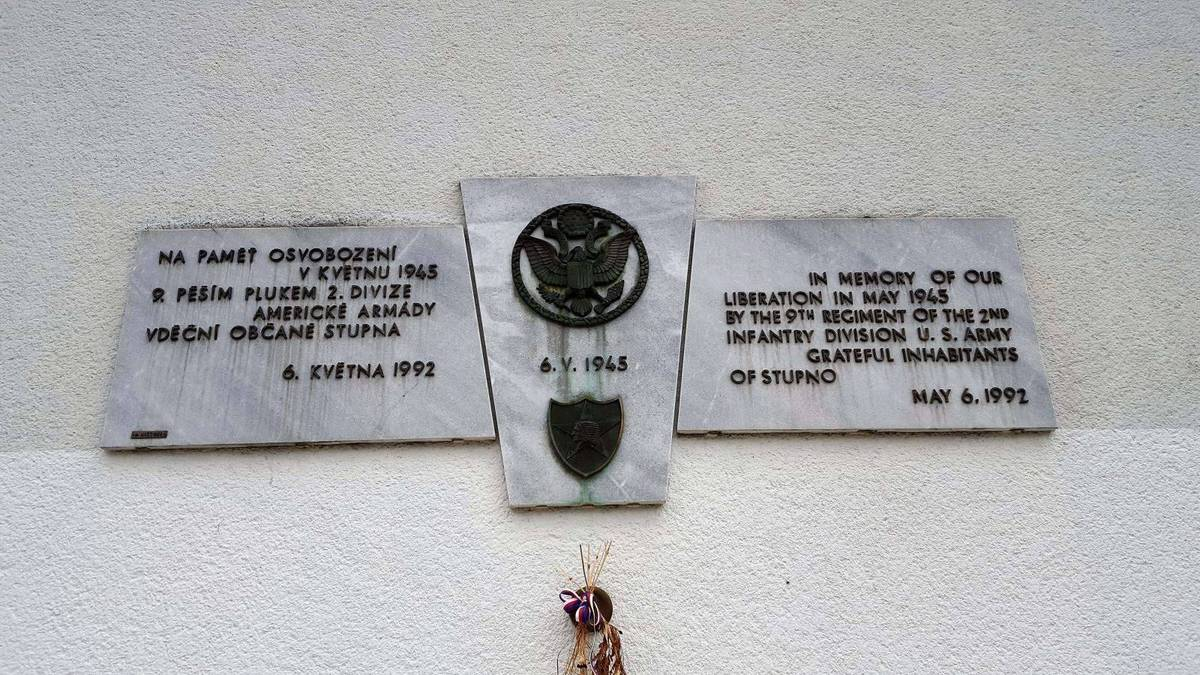
Památník osvobození americkou armádou
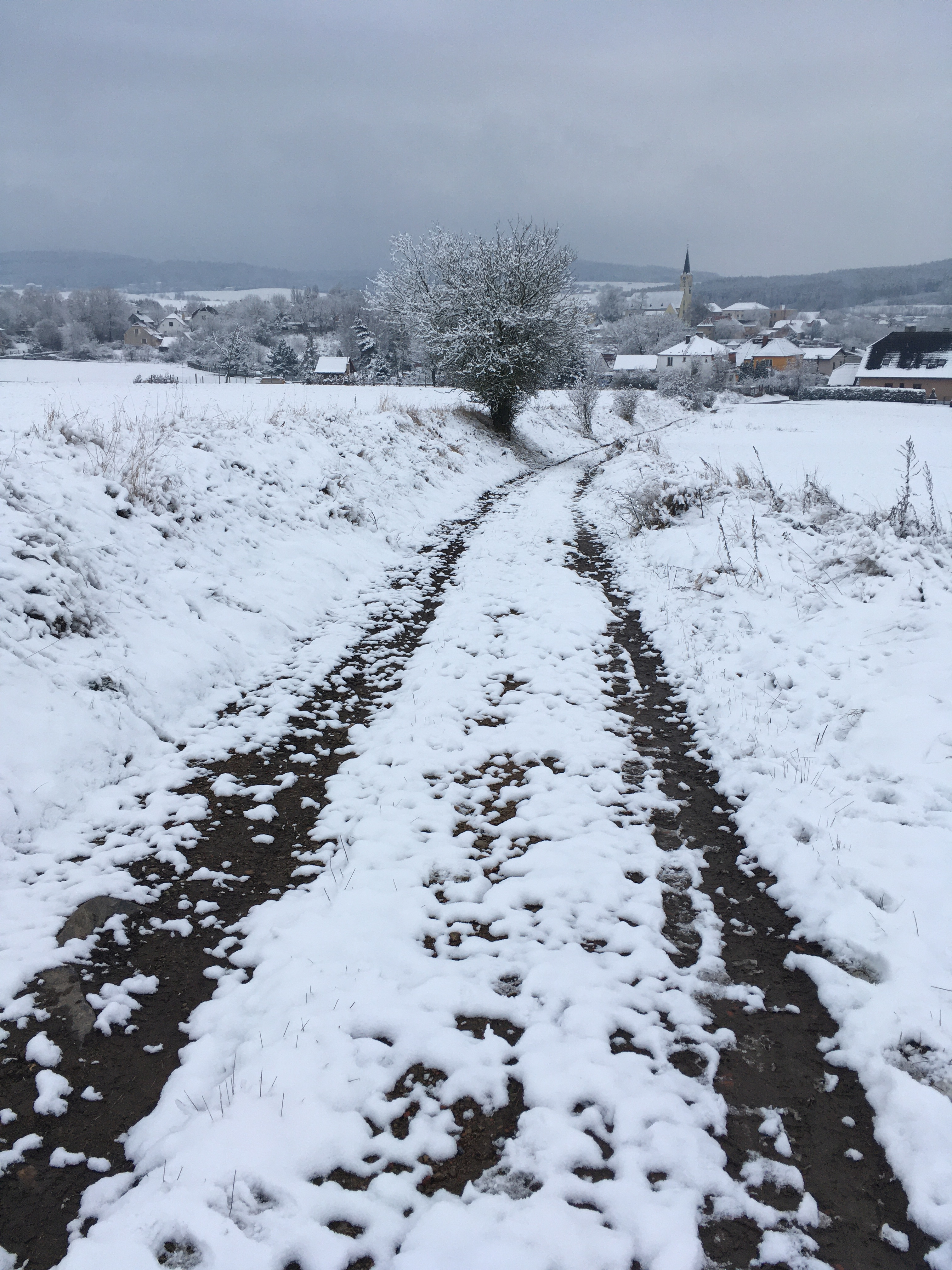
Stupno od severozápadu